# Peter Steele
Peter Steele (født Petrus T. Ratajczyk) (4. januar 1962 i Brooklyn, New York – 14. april 2010) var en amerikaner (med en russisk/polsk far og islandsk mor), som var forsanger, bassist, og komponist for gothic metal-bandet Type O Negative.
Peter Steele var med til at danne bandet, Type O Negative, sammen med Josh Silver, klinisten. Steele foreslog et doom/gothic-metal band, og resten af bandet var klar. I starten, var de meget ukendte, da der var så mange bands i den tid: 80'erne. Det var derfor, at bandet besluttede at danne en ny genre. Nu er de også blevet et af verdens mest succesfulde metal-band, indenfor deres genre. Da et album udkom, hvor de spillede elementer fra The Beatles, blev det dystre doom-image trukket ned. Det fortrød Peter Steele at han havde gjort. Men da hans sange i albummet, Life Is Killing Me, begyndte folk igen at se dem som dybsindige, da alle numrene var små kapitler af en lang historie om depression og operationer. Peter Steele fik dog meget opmærksomhed, da han optrådte nøgen i dame-bladet, Playgirl, som man kan allerede kan se i Google-søgningen af hans navn.
Han var meget kendt i 1990'erne og et af rock-historiens største figurer, da han var 1,98 meter , sort langt hår og vrede blik.

## Liv før karrieren
Han startede med at spille bas som 14-årig. Han arbejdede som 19-årig som mekaniker indtil hardcorebandet Carnivore tog form. De udgav et par plader og tourede dem, men gik senere i opløsning (for senere at blive kortvarigt gendannet). Snart fandt han sig sammen med Josh Silver og senere resten af bandet hvorefter Type O negative tog form. Han fik dog sin store opmærksomhed, da han optrådte nøgen i bladet "Playgirl".
Han døde 14. april 2010 af en udposning på hovedpulsåren.